# Regarde le ciel
Albums de Aline
La Vie électrique
(2015)
Singles
1. Deux hirondelles
Sortie : 3 janvier 2012
2. Je bois et puis je danse
Sortie : 2 mai 2012

Regarde le ciel est le premier album studio du groupe français Aline sorti le 7 janvier 2013. L'album reçoit un accueil critique favorable. Il est sacré meilleur album de l'année 2013 par le magazine Magic.

## Classements des ventes
| Classement (2013)                         | Meilleure position |
| ----------------------------------------- | ------------------ |
| Belgique (Wallonie) (Ultratop 200 Albums) | 114                |
| France (SNEP)                             | 107                |

## Fiche technique

### Liste des pistes
Toutes les paroles sont écrites par Romain Guerret.
| No  | Titre                                          | Musique                                                      | Durée |
| --- | ---------------------------------------------- | ------------------------------------------------------------ | ----- |
| 1.  | Les Copains (instrumental)                     | Romain Guerret                                               | 4:55  |
| 2.  | Je bois et puis je danse                       | - Guerret - Romain Leiris - Vincent Pedretti - Arnaud Pilard | 4:29  |
| 3.  | Maudit garçon                                  | - Guerret - Leiris - Pedretti - Pilard - Laurent Maudoux     | 3:09  |
| 4.  | Teen Whistle                                   | - Guerret - Leiris - Pedretti - Pilard - Maudoux             | 3:27  |
| 5.  | Deux hirondelles                               | - Guerret - Leiris - Pedretti - Pilard                       | 2:59  |
| 6.  | Il faut partir                                 | - Guerret - Leiris - Pedretti - Pilard                       | 2:35  |
| 7.  | Elle et moi                                    | - Guerret - Leiris - Pedretti - Pilard - Maudoux             | 3:44  |
| 8.  | Elle m'oubliera                                | Guerret                                                      | 3:48  |
| 9.  | Voleur !                                       | - Guerret - Leiris - Pedretti - Pilard                       | 3:42  |
| 10. | Obscène                                        | Guerret                                                      | 3:33  |
| 11. | Regarde le ciel                                | - Guerret - Leiris - Pedretti - Pilard - Jérémy Monteiro     | 4:34  |
| 12. | Les Copains (d'Anne Laplantine) (instrumental) | Guerret                                                      | 2:42  |

### Crédits
- Romain Guerret : chant, guitares, mélodica, chœurs
- Romain Leiris : basse
- Vincent Pedretti : batterie
- Arnaud Pilard : guitares, tin whistle

- Laurent Maudoux : claviers sur le titre Elle et moi

- Jean-Louis Piérot : claviers

Réalisé par Jean-Louis Piérot, enregistré et mixé par Philippe Balzé au studio Reko. Sauf Elle et moi, réalisé par Andy Chase avec la participation de Rudyard Lee Cullers au Stratosphere Studio à New York, et mixé par Philippe Balzé.